# Oligosporus jacquemontiana
Oligosporus jacquemontiana là một loài thực vật có hoa trong họ Cúc. Loài này được (Besser) Poljak. mô tả khoa học đầu tiên năm 1968.